# Lampade di Dendera

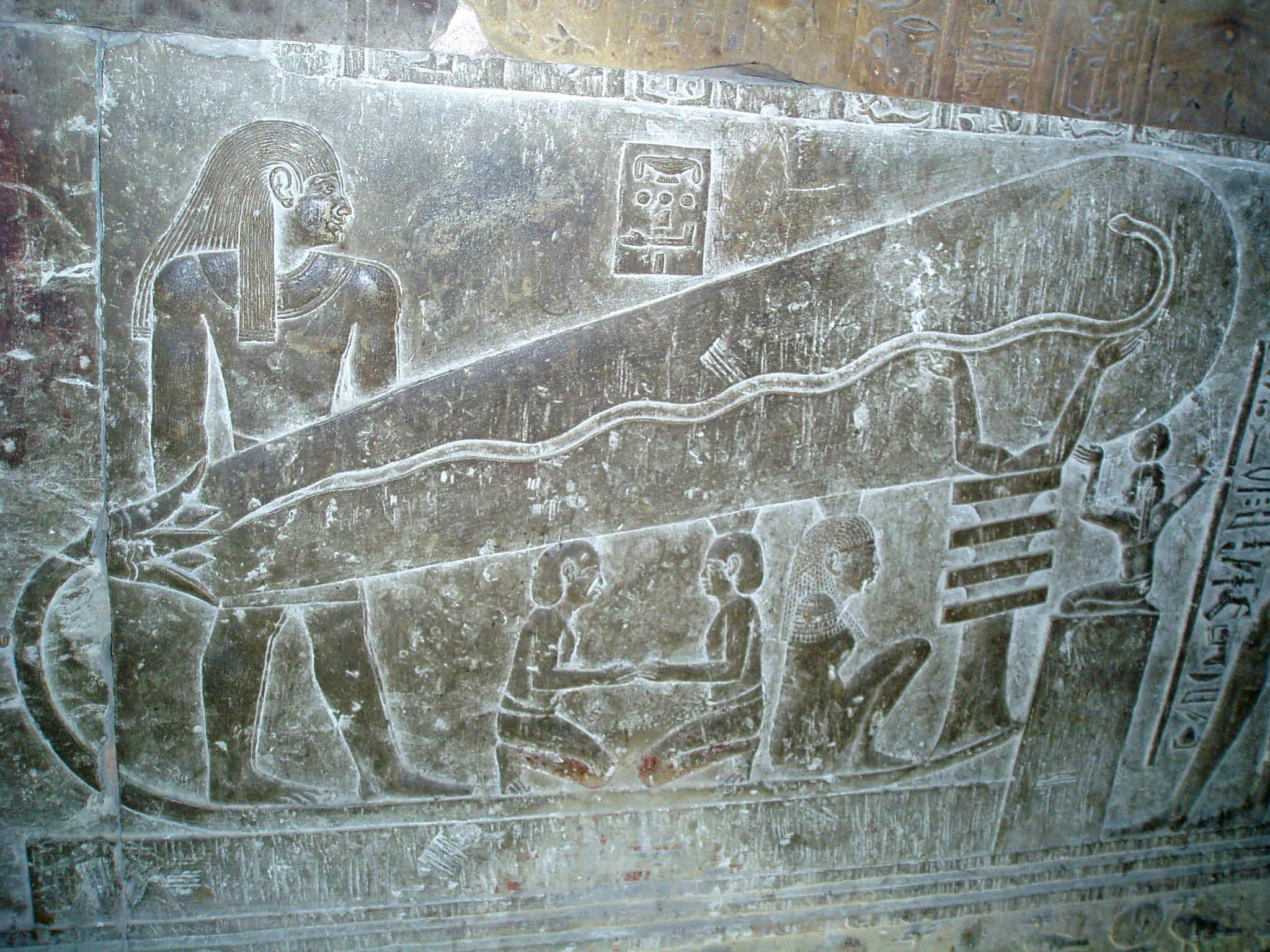
Un bassorilievo raffigurante una "lampada" di Dendera

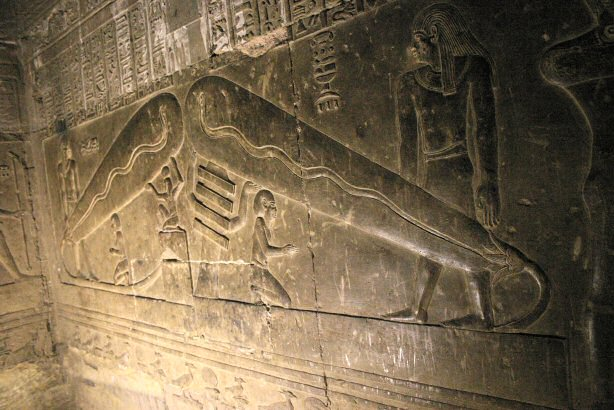
Bassorilievo in una delle cripte di Dendera

Le cosiddette lampade di Dendera sono dei bassorilievi con geroglifici scoperti dall'archeologo francese Auguste Mariette nel 1857 a circa 70 km da Tebe, nel tempio di Hathor a Dendera, situato nell'omonima località dell'Egitto, sulla riva occidentale del Nilo.
Sotto il tempio vennero rinvenute ampie cripte che, ripulite dalla sabbia, mostrarono stanze con pareti ricoperte da lastre di pietra scolpite. Le stanze apparterrebbero al primo nucleo del tempio, risalente al XV secolo a.C., mentre l'attuale costruzione che ad esse si è sovrapposta è di epoca tolemaica e romana. Le lastre scolpite si riferiscono ad una decorazione della fase tolemaica. Le immagini raffigurano Harsomtus, - Hor-sma-tawy - sotto forma di serpente, che emerge da un fiore di loto che di solito è attaccato alla prua di una chiatta. La cosiddetta "lampada di Dendera" è una variazione di questo motivo, mostrando Harsomtus in un contenitore ovale chiamato hn, che potrebbe rappresentare l'utero della dea Nut. A volte un pilastro Djed sostiene il serpente o il contenitore. Un motivo strettamente correlato è "dio che riposa sul fiore di loto". Alcuni studiosi hanno invece interpretato le raffigurazioni come antiche lampade a incandescenza.
Negli anni settanta gran parte delle lastre vennero trafugate e rimasero solo le pareti di una delle stanze.
Qui si trovano raffigurati alcuni sacerdoti del tempio nell'atto di officiare riti intorno ad un oggetto, probabilmente un fiore di loto.

## Interpretazioni dei bassorilievi
Gli egittologi interpretano i bassorilievi come simbologia integrata nella mitologia egiziana: il serpente primordiale che nasce da un fiore di loto è un mito egizio conosciuto e anche il sostegno è un simbolo ricorrente nell'arte egiziana, collegato con Osiride e raffigurante la sua spina dorsale. La scena dovrebbe pertanto rappresentare la costruzione di due santuari primordiali. A questo stesso ambito riporta il significato dei geroglifici iscritti.
Le raffigurazioni sono invece state interpretate dai sostenitori della cosiddetta archeologia misteriosa o pseudoarcheologia come degli antichi tubi di Crookes, apparecchi in grado di emettere radiazioni (un dispositivo che venne inventato circa dieci anni dopo la pubblicazione dei disegni di Dendera da parte del suo scopritore Auguste Mariette).
Il gambo del fiore di loto è stato interpretato come un cavo elettrico di alimentazione; un sostegno che rappresenta parte della colonna dorsale del dio Osiride verrebbe invece interpretato come un avvolgimento elettrico e dei serpenti raffigurerebbero le serpentine che si trovano all'interno dei tubi di Crookes. Infine, un dio tiene in mano due pugnali, e questo viene interpretato come un segnale di pericolo che si troverebbe proprio in corrispondenza del punto in cui dal tubo di Crookes escono i raggi X.
Infine i due Djed, oggetti di culto rinvenuti in molti disegni e bassorilievi egizi ma la cui funzione è tuttora incerta e dibattuta, uniti a ciascuna delle (presunte) lampade, svolgerebbero la stessa funzione dei nostri moderni isolatori elettrici.